# Avenida Nações Unidas
A Avenida Nações Unidas é uma importante via de ligação da cidade de Bauru.

## História
Construída em diversas etapas ao longo de várias gestões administrativas, a Avenida Nações Unidas se tornou a principal avenida de Bauru. O projeto foi do arquiteto Jurandyr Bueno Filho.
Em 13 de agosto de 1976, coincidentemente uma sexta-feira, foi palco de um acontecimento inusitado. O então presidente Ernesto Geisel, em visita a Bauru, passou pela referida avenida e cerca de uma hora depois, esta explodiu, causando alguma destruição na cidade. Cogitou-se a possibilidade de atentado contra o presidente Geisel, hipótese descartada em seguida. A verdadeira causa foi um caminhão-tanque que, acidentando-se na alameda Octávio Pinheiro Brisolla, derramou combustível que chegou até a Avenida Nações Unidas através das redes coletoras. Um cigarro aceso foi o causador da explosão.